# Deutzer Brücke

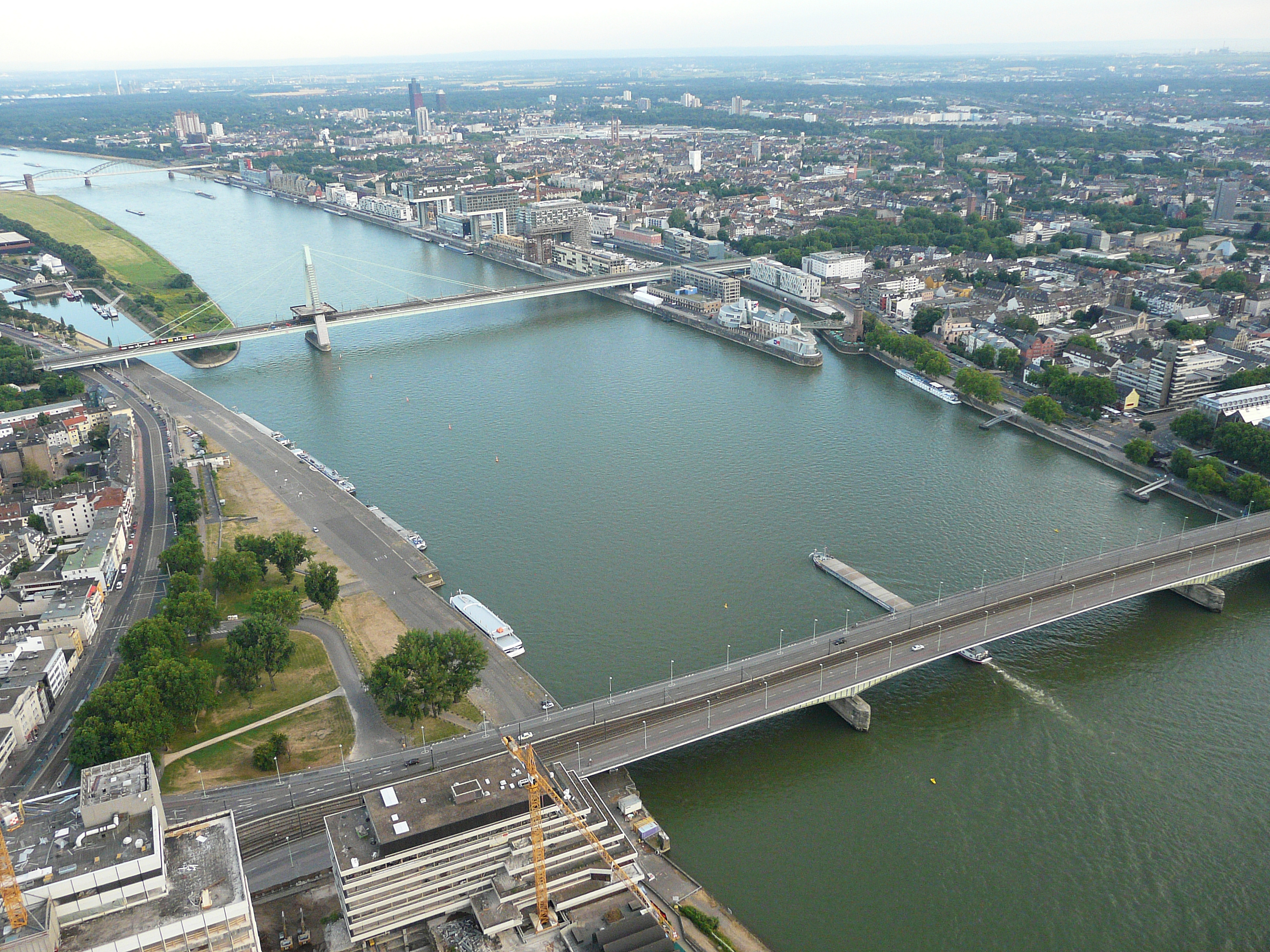
Vue aérienne avec le Deutzer Brücke au premier plan, le Severinsbrücke à l'arrière, et à droite le quartier de Rheinauhafen

Le Deutzer Brücke (pont de Deutz) est un pont situé à Cologne sur le Rhin. Il relie le quartier de Deutz (rive droite du Rhin) au centre-ville de Cologne (sur la rive gauche du Rhin).
Ce pont offre un point de vue sur le centre-ville et sur la cathédrale.
Il est accessible aussi bien aux automobilistes et aux piétons qu'aux tramways et aux cyclistes.

## Historique
Le Deutzer Brücke a été construit entre 1913 et 1915, reconstruit en 1948 par Fritz Leonhardt, puis rénové en 1980.

### Le pont suspendu (1913–1945)
On construisit de 1913 à 1915 à cet emplacement un pont suspendu, qui sera rebaptisé en 1935 pont Hindenburg en hommage au président du Reich Paul von Hindenburg, disparu quelques mois plus tôt.
Un premier concours avait été lancé dès 1898 pour la construction d'un pont routier permanent entre Cologne et Deutz : le jugement des quatre offres montra toutefois que la consultation avait été infructueuse. En 1910, il y eut un nouvel appel d'offres auquel répondirent cette fois tous les grands constructeurs de charpente allemands (29 offres au total), certains en s'associant les compétences d'architectes tels Bruno Möhring, Theodor Fischer, Hans Poelzig ou Franz Schwechten. Mais comme le jury ne trouva d'unanimité sur aucun des projets, on demanda en juillet 1912 au cinq premiers lauréats de revoir leur offre, et cette fois le concours fut remporté par le projet Freie Bahn des usines MAN de Gustavsburg (superstructures en acier) et Grün & Bilfinger (infrastructures). La conception architecturale des parties les plus massives de l'édifice (culées-contrepoids et viaducs d'accès) fut confiée au plus illustre architecte de Cologne à l'époque, Carl Moritz.
La Compagnie des Mines et Forges d'Allemagne et du Luxembourg, Dortmunder Union, et leur architecte consultant, Peter Behrens représentèrent aux jurés du concours que les lauréats avaient en grande partie plagié celui, Kunst und Technik, qu'elles avaient présenté lors de la première consultation de 1910-11. Cela conduisit à un procès retentissant, le Cölner Brückenstreit, auquel participèrent une multitude d'experts, et qui fit connaître l’affaire dans tout l'empire allemand. Il se conclut par une transaction en avril 1914.
L’ouvrage, conçu sur la base du projet Freie Bahn, consistant en un pont suspendu raidi en acier au nickel à chaînes auto-ancrées, d’une masse de 6 200 tonnes, avait coûté plus de 7 000 000 marks. L’ingénieur américain Holton D. Robinson, qui devint ensuite l'associé de David B. Steinman, fut associé à la conception des piles. Le pont suspendu de Deutz servit de modèle en 1924 pour la construction des Three Sisters de Pittsburgh.
La largeur de cet ouvrage d’art, d’abord de 18,20 m, fut portée à 27,50 m en 1939-40 dans le cadre du tracé du boulevard Est-ouest (aujourd’hui Hahnenstraße / Cäcilienstraße).
Le 28 février 1945, le pont, en cours de réparation par suite des bombardements, s'écroula brutalement sous le poids des réfugiés et des véhicules militaires qui l'empruntaient : sans doute les compressions dans les raidisseurs avaient-elles été sous-estimées. L'intensité des combats ne permit pas de dénombrer le nombre exact de victimes. Une bielle, formant une partie des structures porteuses de cette construction, a été conservée à titre patrimonial sur la passerelle nord, côté rive gauche du Rhin.

### La reconstruction (1947-48)
Il ne fallut que deux ans pour que les autorités d'occupation lancent la reconstruction du pont actuel, en 1947-48. Ce fut le premier pont en poutre-caisson en acier au monde. Construit par les usines MAN de Gustavsburg sur un projet de Fritz Leonhardt et de l'architecte local Gerd Lohmer, il a été peint avec la couleur prescrite par le règlement d'urbanisme, le Kölner Brückengrün.

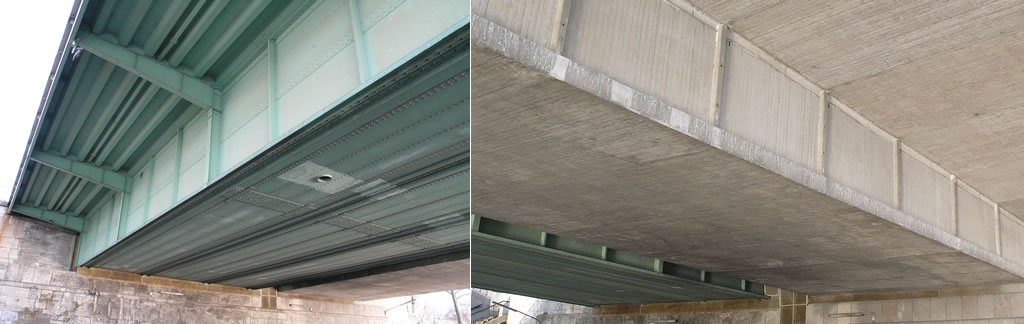
Structure en caisson du tablier de 1948 (en acier) et de celui de 1980 (en béton précontraint).

Ce pont, inauguré le 16 octobre 1948, est d'une longueur totale de 437 m, avec des portées intermédiaires de 132, 184 et 121 m, une largeur de 20,60 m. L'intrados du tablier est en arc, de sorte que la hauteur des voussoirs sur piles est de 7,80 m, pour se réduire à mi-portée à  3,30 m.

### L'élargissement (1976-80)
Entre 1976 et 1980 on associa à ce pont un second tablier de même structure en caisson, mais en béton précontraint, afin de permettre le transit du tramway par une voie ferrée à double sens. La largeur totale des deux tabliers atteint désormais 31,50 m.
La décision de préférer le béton précontraint à l'acier, et donc de privilégier les entreprises de BTP aux  sidérurgistes, emblématiques de l'histoire de la Rhénanie, a été très controversée à l'époque. Le critère décisif aura été le montant des travaux : 12 000 000 DM pour la solution « béton précontraint », contre 14 000 000 DM pour la solution « acier. » Il a fallu rapporter sur les parements extérieurs des pseudo-montants et un raidisseur à l'intrados, afin de donner au nouveau tablier l'aspect d'une structure en acier. Le nouveau pont a été rapporté à l'aval du pont en acier, et n'a pu lui être raccordé qu'après plusieurs jours de manifestations.
Comme le caisson en béton armé, de section droite rectangulaire, est évidé, il offre trois passages (aveugles) avec une rampe importante et une hauteur variable. L'intérieur des caissons accueille des expositions artistiques éphémères, des concerts et même sert de halle d'exposition à l'occasion de la Foire du Meuble.

## Galerie de photos

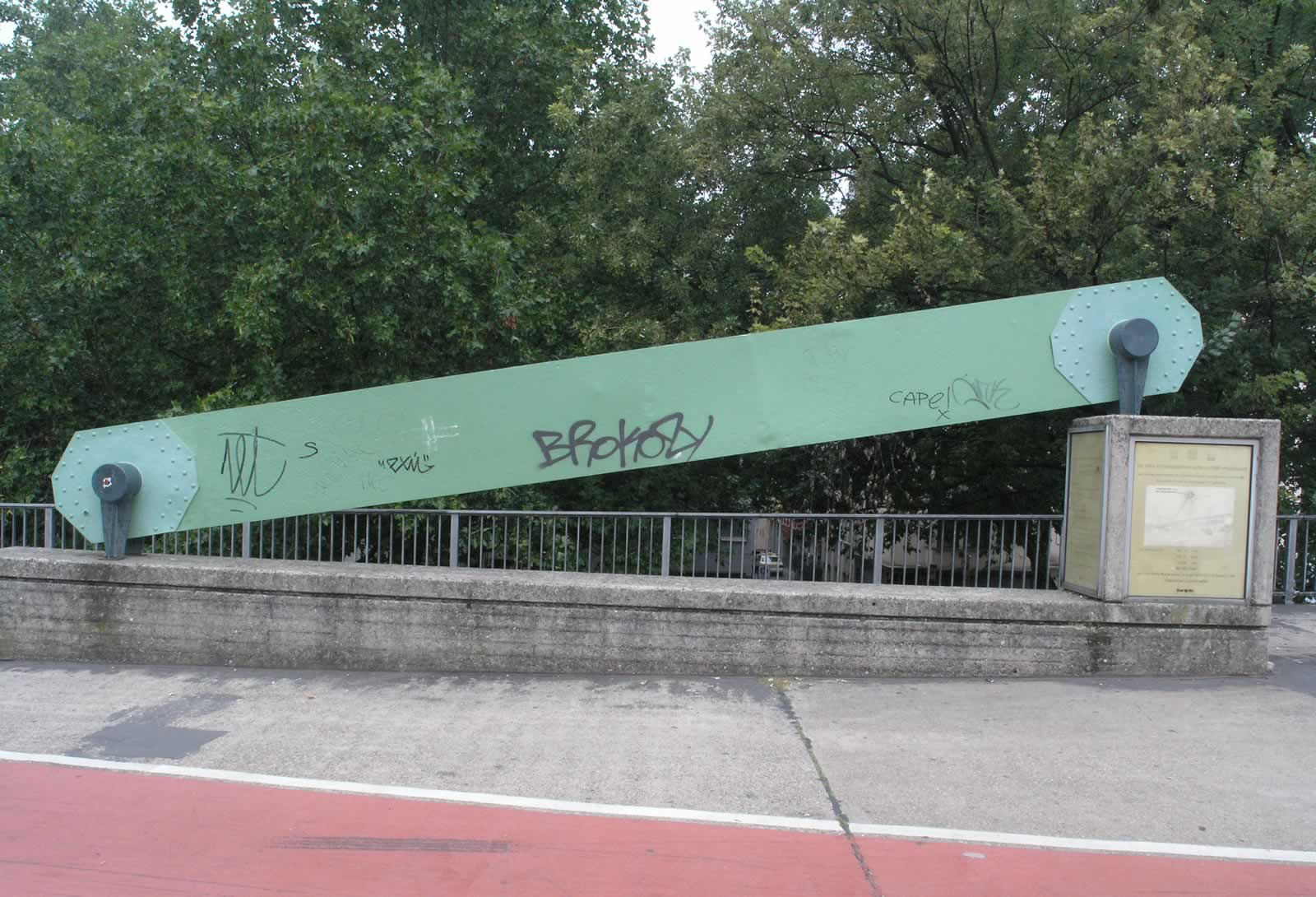
Vestige d'une des chaînes du pont suspendu de Deutz
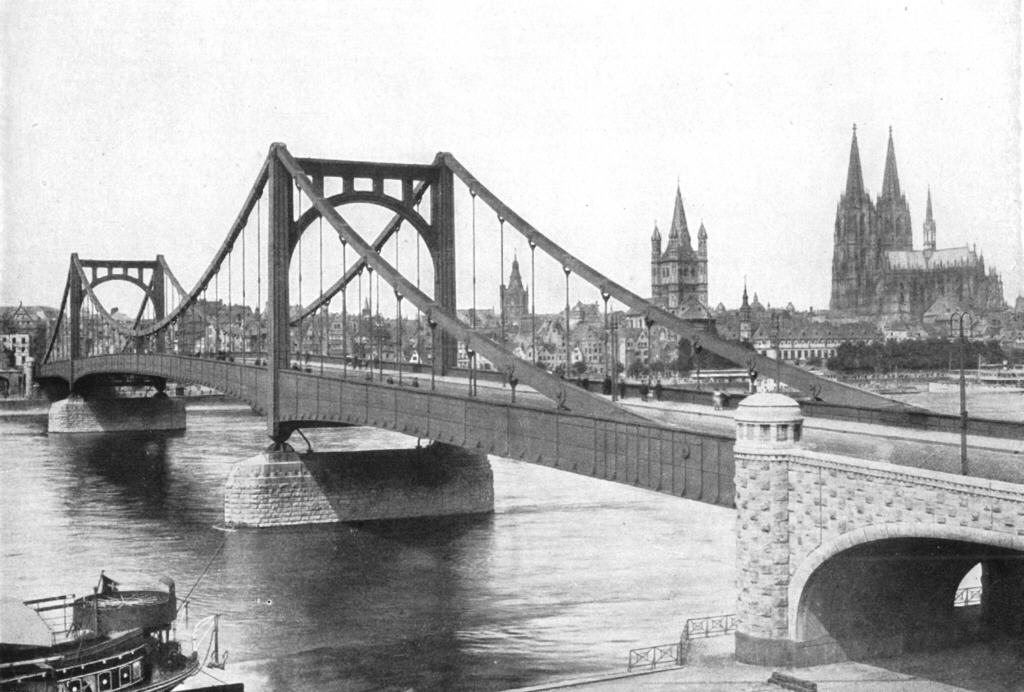
Pont suspendu de Deutz, rebaptisé pont Hindenburg (1935)
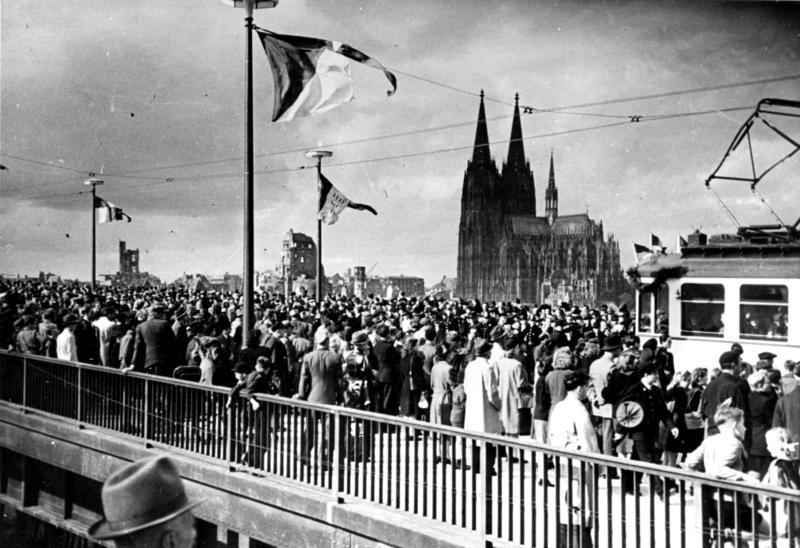
Le nouveau pont de Deutz au jour de l’inauguration (1948)
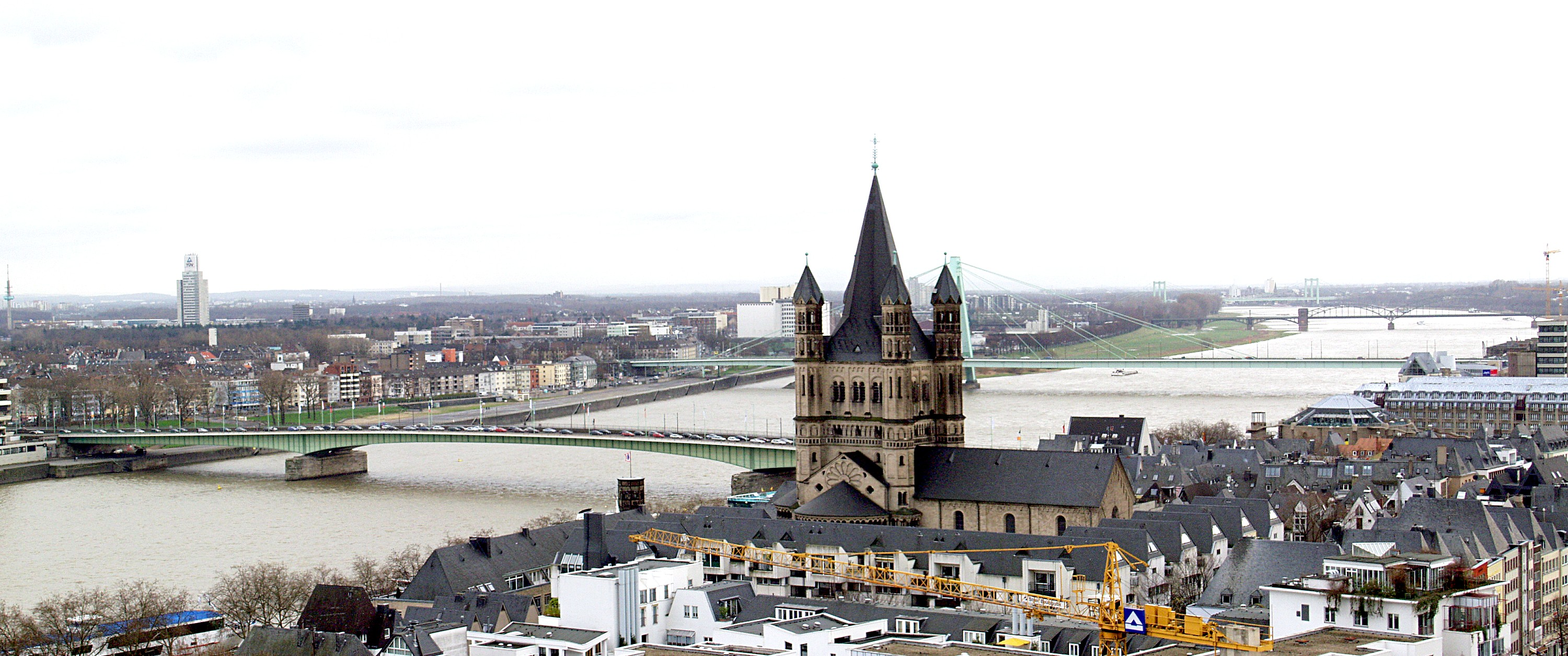
Les ponts de Deutz, l'Église Saint-Martin de Cologne et le quartier Saint-Martin